# Myro pumilus
Espèce
Myro pumilus est une espèce d'araignées aranéomorphes de la famille des Toxopidae.

## Distribution
Cette espèce est endémique de l'archipel des Crozet dans les Terres australes et antarctiques françaises.

## Publication originale
- Ledoux, 1991 : Araignées des îles subantarctiques françaises (Crozet et Kerguelen). Revue arachnologique, vol. 9, p. 119-164.